# Pseudotocinclus juquiae
Pseudotocinclus juquiae är en fiskart som beskrevs av Takako, Oliveira och Oyakawa 2005. Pseudotocinclus juquiae ingår i släktet Pseudotocinclus och familjen Loricariidae. Inga underarter finns listade i Catalogue of Life.